# 清平水库
清平水库是中国广西壮族自治区南宁市宾阳县境内的一座水库，位于清水江流域沙江上，建于1959年。水库正常库容为6207万立方米，集雨面积为76平方千米，海拔为146.64米。